# Phaeognathus hubrichti
Phaeognathus hubrichti é um anfíbio caudado pertencente à família Plethodontidae. [E a única espécie do gênero Phaeognathus. É endêmica dos Estados Unidos da América, onde pode ser encontrada apenas no estado do Alabama.